# Homalodisca nitida
Homalodisca nitida är en insektsart som först beskrevs av Victor Antoine Signoret 1855.  Homalodisca nitida ingår i släktet Homalodisca och familjen dvärgstritar.
Artens utbredningsområde är Guatemala. Inga underarter finns listade i Catalogue of Life.